# Graben am Ree
Der Graben am Ree ist ein ca. 170 Meter langer Graben in Hamburg-Schnelsen und rechter Nebenfluss der Kollau.

Er verläuft östlich der Straße Am Ree und mündet an der Grenze zu Hamburg-Niendorf in die Kollau.

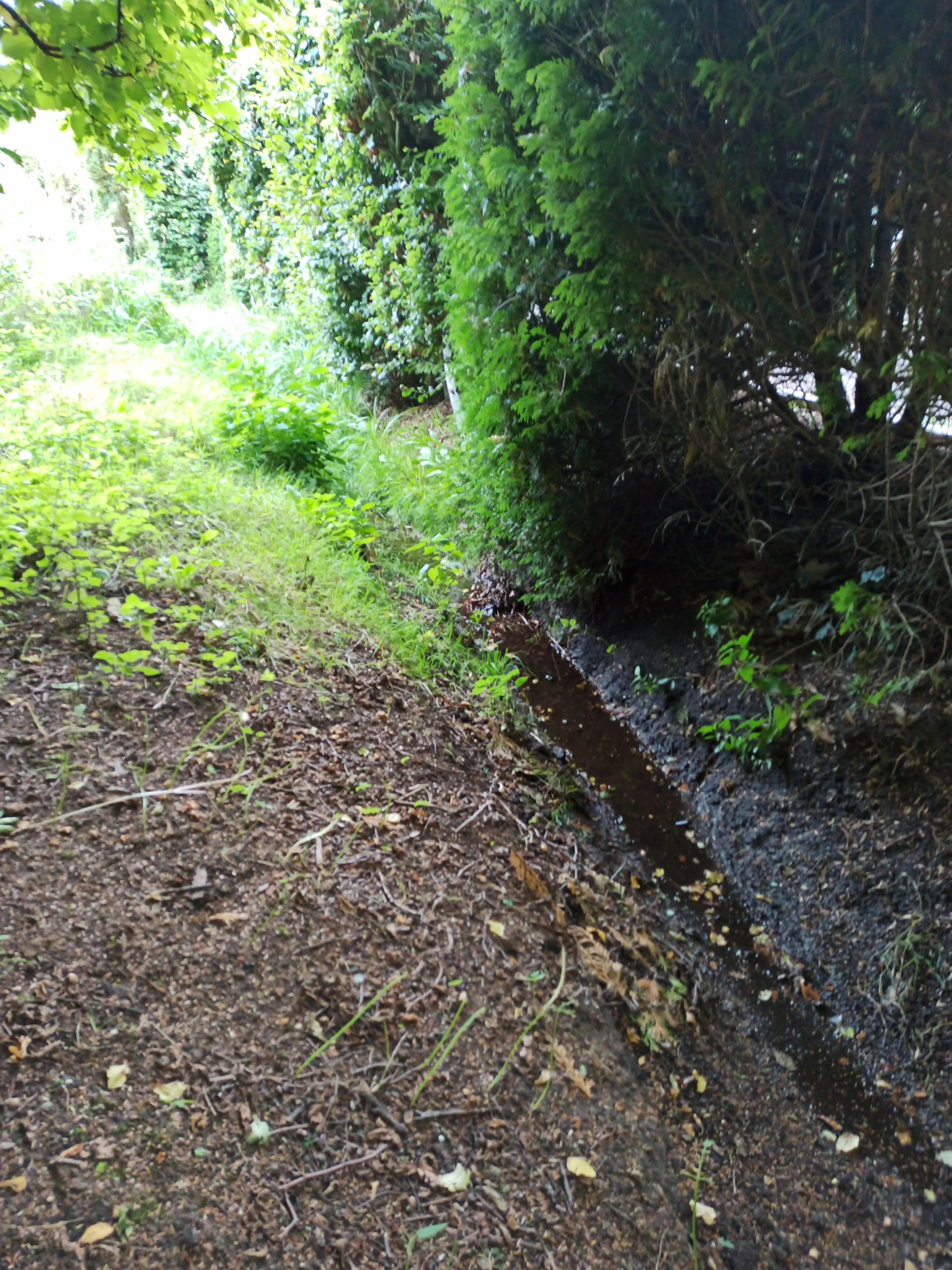
Graben am Ree
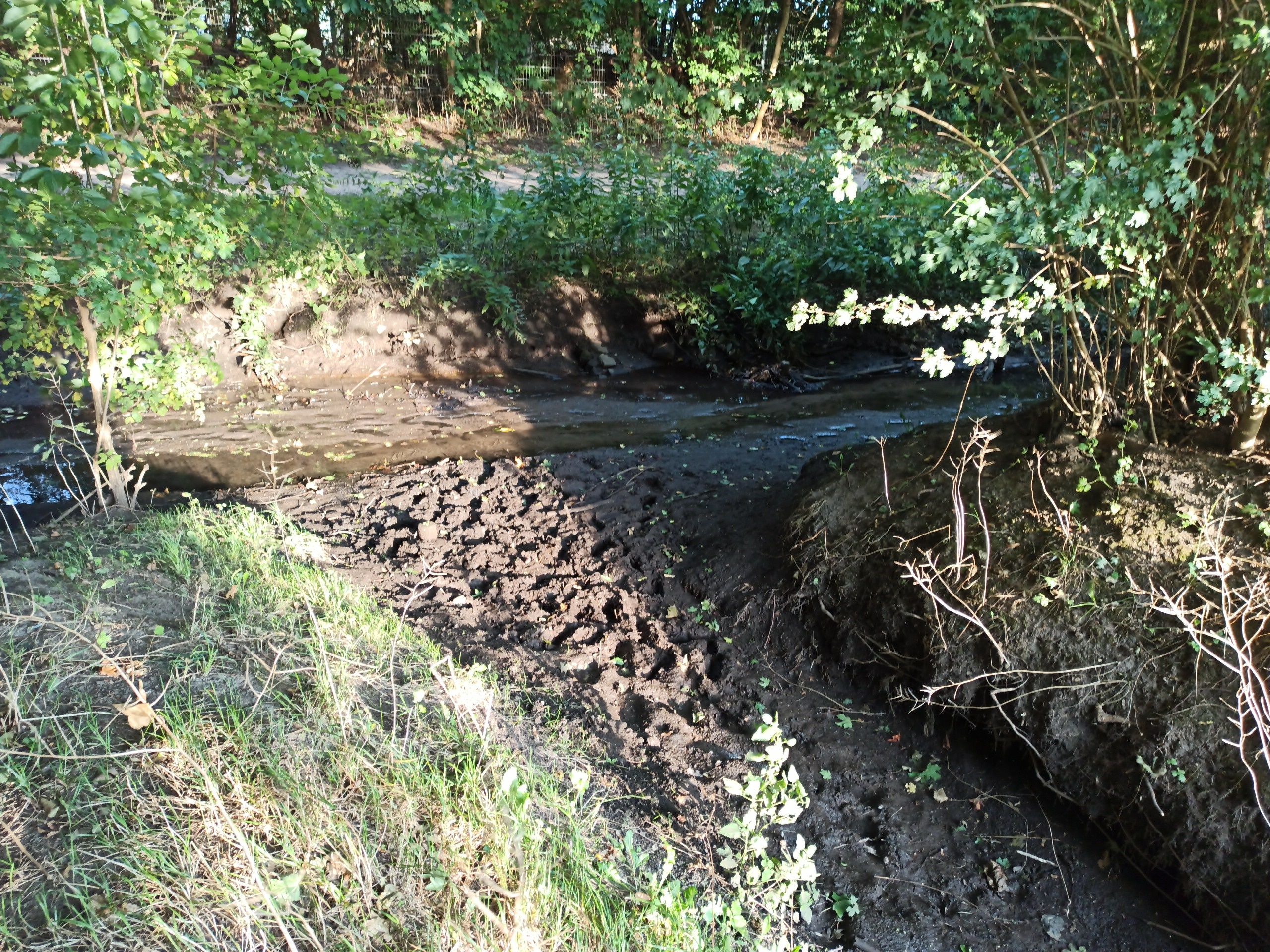
Mündung in die Kollau